# 고야산

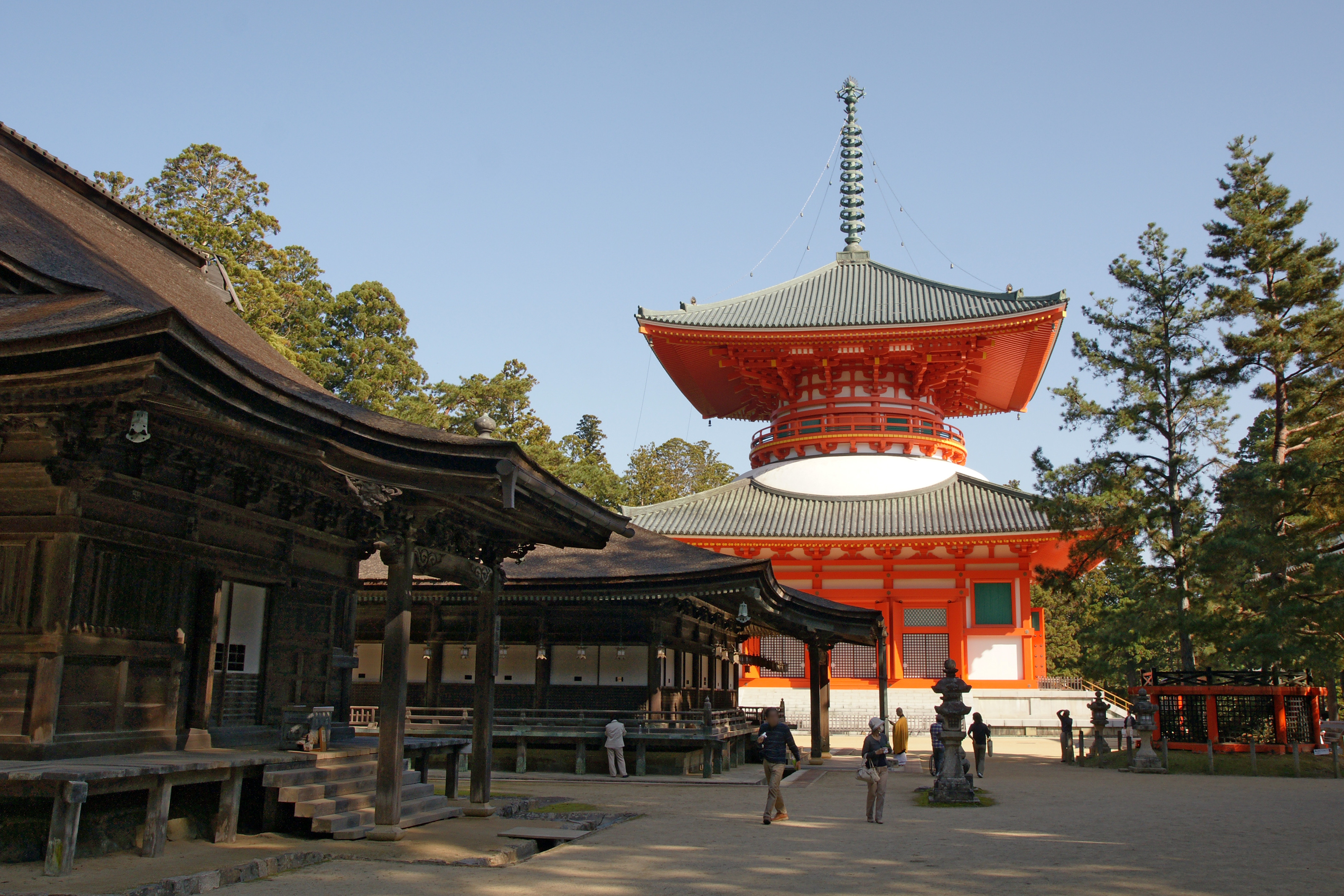
단조가란

고야산(일본어: 高野山)은 와카야마현 이토군 고야정에 있는 높이 1000m 전후의 산들의 총칭이다. 헤이안 시대인 819년 경에 홍법대사 구카이의 수행 장소로서 시작된 고야 산 진언종의 본거지로 히에이 산과 함께 일본 불교의 성지이다. 현재는 "단상가람"(壇上伽藍)으로 불리는 근본 도장을 중심으로 하는 종교 도시를 형성하고 있다. 산내의 사원 수는 고야 산 진언종의 총본산인 곤고부지를 포함해 117개에 이르고 그 약 반수가 슈쿠보(宿坊, 수행 중인 승려가 숙박하는 건물)를 겸하고 있다.
2004년 7월 7일, 구마노, 요시노・오미네와 함께 기이 산지의 영지와 참예도로서 유네스코 세계유산에 등록되었다.
지명으로서 "고야 산"이란 8개의 봉우리들에 둘러싸인 분지 지역을 가리킨다(행정상의 이름인 "고야산"도 대체로 이것과 같은 지역이다). 공식적으로 일본에서 고야산이라는 이름의 산은 없다.
고야 산의 유명한 장소는 다음과 같다.
- 오쿠노인(奥の院) - 구카이의 묘가 있고 주변에는 20만기 이상의 광대한 황실, 구게, 다이묘의 무덤들이 있다.
- 단조가란(壇上伽藍) - 이곳에 있는 금당은 고야 산 전체의 총본당으로 고야 산으로 주요 종교 행사가 행해진다.
- 곤고부지(金剛峰寺) - 고야산 진언종의 총본산이다.

## 교통

### 철도
- 난카이 고야 선의 종착역인 고쿠라쿠바시 역에서 내려서 고야산 케이블라인(일본어판)으로 고야산 역에서 하차한다.

### 도로
- 국도 480호선

## 사진

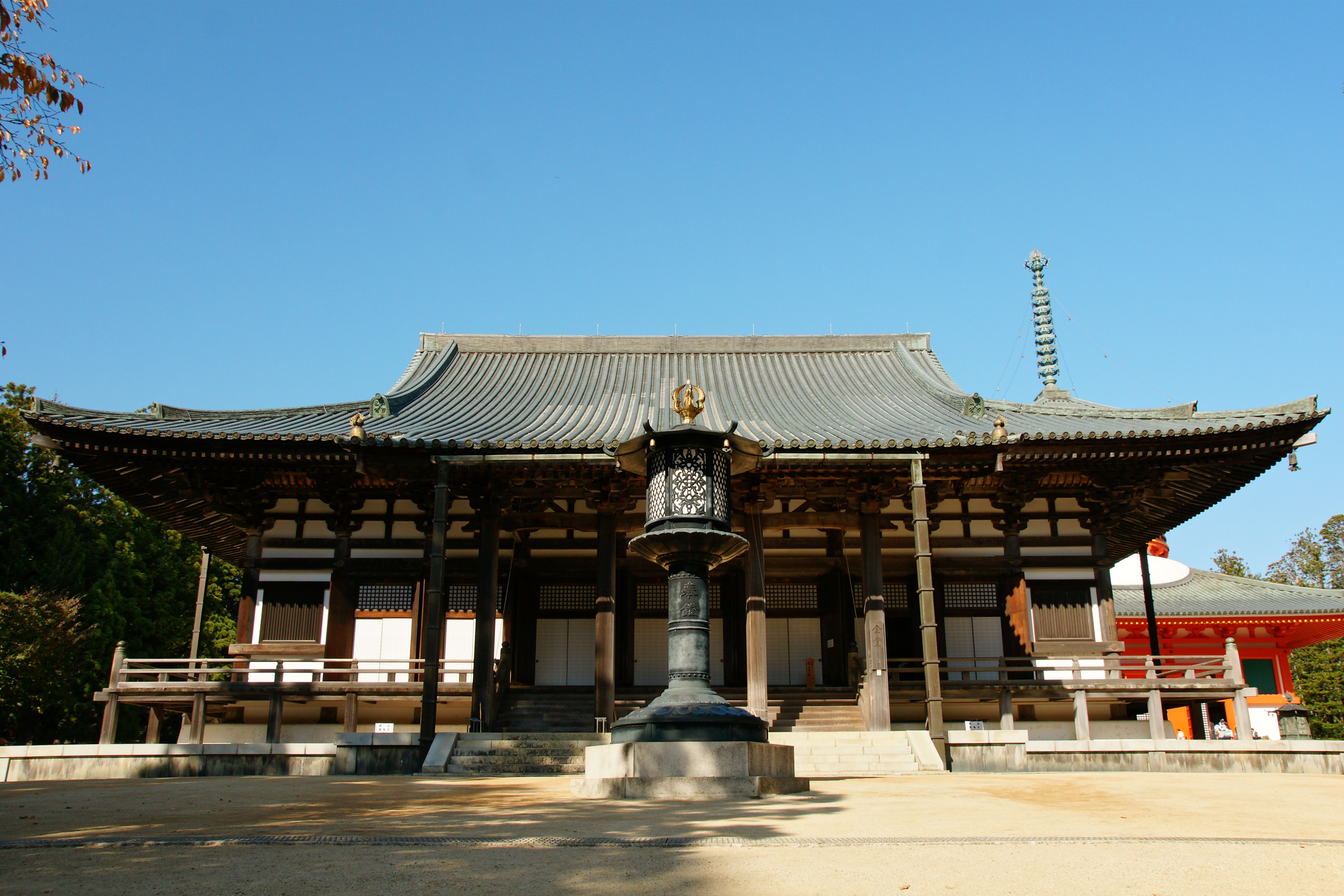
단조가란 금당
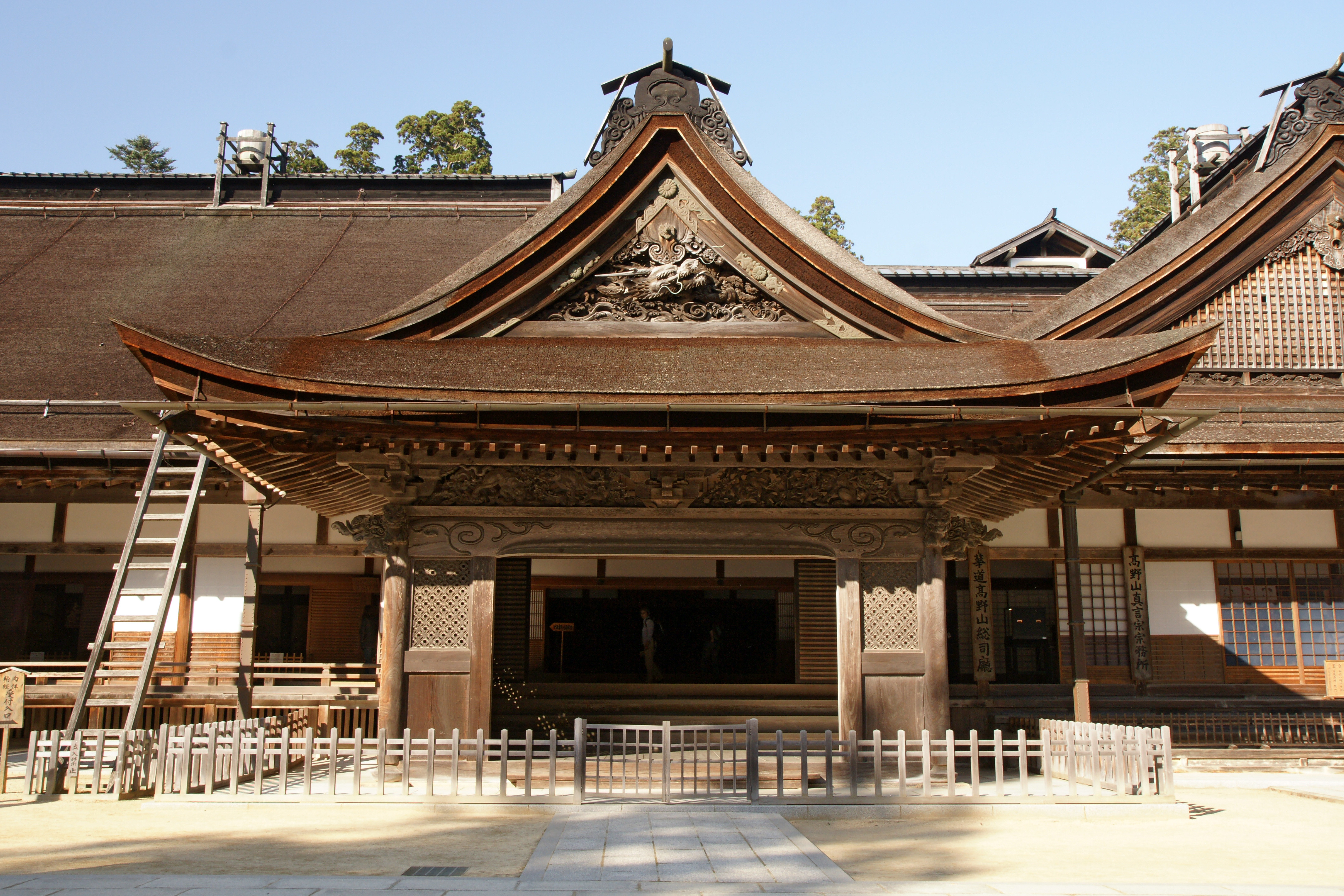
곤고부지
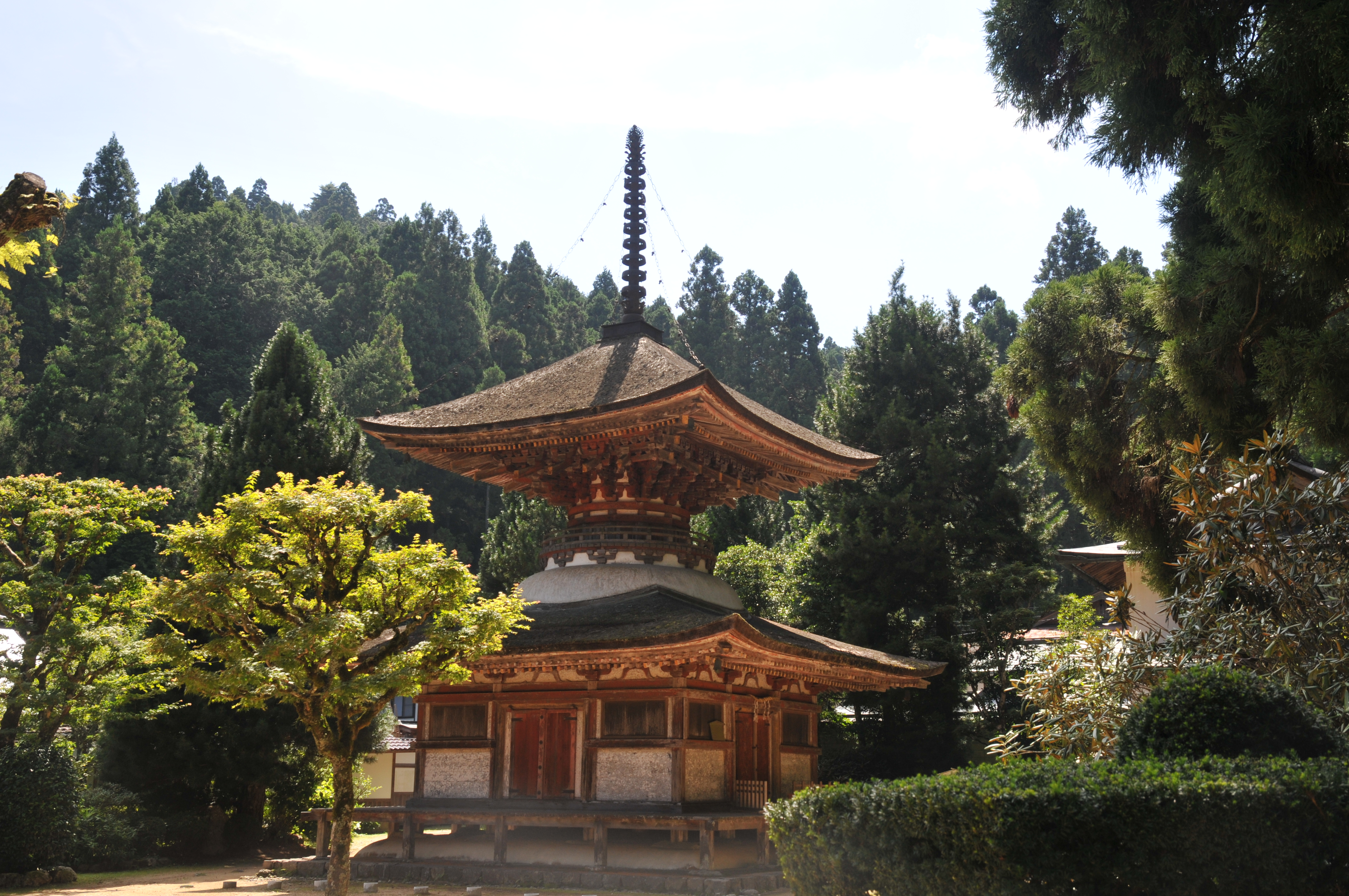
곤고잔마이린 다보탑
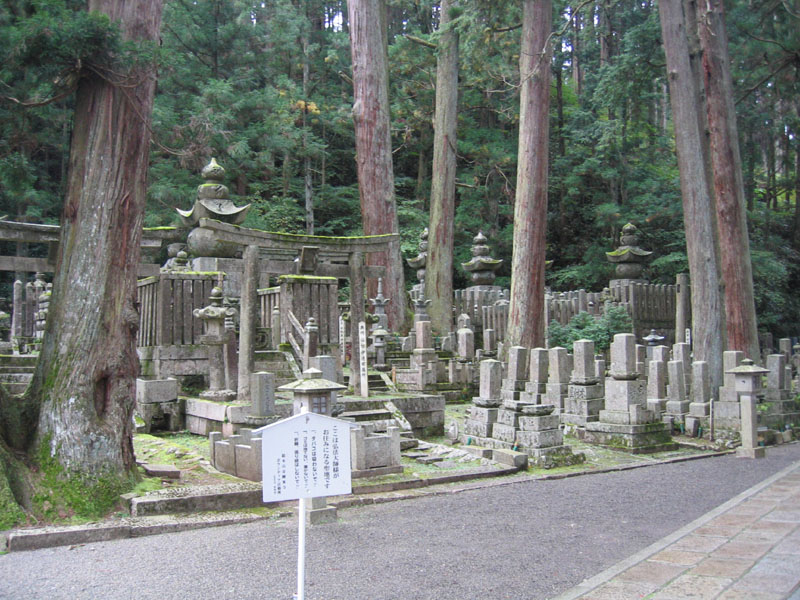
오쿠노인

## 같이 보기
- 오미네 산